# Haloragis glauca
Haloragis glauca är en slingeväxtart som beskrevs av John Lindley. Haloragis glauca ingår i släktet Haloragis och familjen slingeväxter. Utöver nominatformen finns också underarten H. g. sclopetifera.